# Fekete táska
A Fekete táska (eredeti cím: Black Bag) 2025-ben bemutatott amerikai filmthriller, amelyet Steven Soderbergh rendezett és David Koepp írt. A főbb szerepekben Cate Blanchett, Michael Fassbender, Marisa Abela, Tom Burke, Naomie Harris, Regé-Jean Page és Pierce Brosnan látható.
Franciaországban 2025. március 12-én a Universal Pictures, az Amerikai Egyesült Államokban március 14-én a Focus Features mutatta be a mozikban. Magyarországon 2025. április 3-án jelent meg az UIP-Dunafilm forgalmazásában. Általánosságban pozitív visszajelzéseket kapott a kritikusoktól, azonban bevételi szempontból megbukott; az 50 milliós gyártási költségvetésével szemben 37,8 millió dolláros bevételt gyűjtött.

## Cselekmény
A brit hírszerzés tisztje, George Woodhouse egy hetet kap a felettesétől, Meachamtól, hogy kivizsgálja egy szigorúan titkos szoftverprogram, a Severus kódnevet viselő program kiszivárgását. Az öt gyanúsított egyike a felesége, Kathryn, aki szintén hírszerző tiszt. George meghívja a többi négy gyanúsítottat is vacsorára, akik szintén SIS ügynökök. A négy gyanúsított közül Clarissa, a műholdfelvétel elemző, a barátja és menedzsere, Freddie, a menedzser James és a barátnője, Zoe, aki egyben az ügynökség pszichiátere. Vacsora közben George kábítószert kever az ételükbe, hogy csökkentse a gátlásaikat. Egy pszichológiai játék segítségével próbál többet megtudni a vendégeiről. Többek között kiderül, hogy Freddie megcsalta Clarissát, amire Clarissa egy késsel megsebezi Freddie kezét.
Ugyanezen az estén Meacham szívrohamot kap, miközben otthonában iszik. George egyre inkább Kathrynra összpontosít, miután talál egy mozijegy a fiókjában, amit a nő tagad, hogy látta volna a filmet. Elcsalja őt, hogy hozzáférést kapjon az irodájához, belép a számítógépére, és megtudja, hogy Zürichbe fog utazni. Ráveszi Clarissát, hogy irányítson el egy kémműholdat, és figyeli, ahogy Kathryn találkozik egy orosz expatriátával Svájcban. Később James értesíti George-ot, hogy Kathryn hozzáfér egy zürichi bankszámlához, amelyen 7 millió fontnyi eltévedt és megmagyarázhatatlan forrású pénz van. Egy pszichiátriai ülés során Zoe megkérdezi, hogy Kathryn a karrierjét vagy a férjét részesíti előnyben. Egy következő ülésen Zoe szakít James-szel. Freddie tájékoztatja Kathryn-t, hogy George gyanakszik rá.
Kiderül, hogy amíg George néhány percre átterelte a műholdat, hogy figyelje Kathryn találkozóját Zürichben, egy másik orosz expatriát operatív eltűnt egy liechtensteini biztonsági házból, és magával vitte a Severus program másolatát. Most Kelet-Európa felé tart, hogy felhasználja azt nukleáris katasztrófa előidézésére. Clarissa, akivel már kibékült, elmondja Freddienek, hogy részt vett az ügyben, és Freddie titokban figyelmezteti Kathryn-t. Kathryn Clarissát használja, hogy kövesse az orosz férfit. Gyanítja, hogy főnökük, Stieglitz szándékosan szivárogtatta ki a Severus programot, hogy nukleáris katasztrófát okozzon, és destabilizálja az orosz kormányt, még akkor is, ha ezzel ezer ártatlan ember halálát okozza. Kathryn kiszivárogtatja az oroszok tartózkodási helyét egy CIA kapcsolattartónak, ami egy dróntámadást eredményez, amely megöli őket, miközben Lengyelországon keresztül utaznak. George minden gyanúsítottat, kivéve Kathryn-t, poligráfon vizsgál, hogy kiderítse, ki állhat a kiszivárgás mögött. Ugyanezen az estén az ágyban a pár összehasonlítja jegyzeteit, és rájönnek, hogy csapdába kerültek.
Meghívják a többi négy gyanúsítottat egy második vacsorára. Ahelyett, hogy vacsorát szolgálnának fel, Kathryn egy fegyvert tesz az asztalra, miközben George azt mondja, hogy egy játékot fognak játszani, amiben mindegyiküktől egyetlen kérdést tesz fel. Kérdései számos titkot fednek fel, köztük azt, hogy Freddie és Zoe viszonyt folytattak, és hogy Zoe a Severus programot James-től tudta meg, és megpróbálta megállítani a terjesztését katolikus hite miatt. George kijelenti, hogy két összeesküvés létezett: az egyik Stieglitz és James részéről a Severus kiszivárogtatására és egy nukleáris katasztrófa előidézésére, a másik pedig Zoe és Freddie részéről, akik Kathryn-t próbálták felhasználni, hogy megakadályozzák azt. James megragadja a fegyvert, bevallja, hogy Stieglitz-szel tervezték Meacham meggyilkolását és a Severus kiszivárogtatását, majd kétszer rálő George-ra. Azonban a fegyver éles lőszer helyett üres töltényt tartalmazott. Kathryn előhúz egy fegyvert a táskájából, és megöli James-t, majd határozottan figyelmezteti a megmaradt kollégákat, hogy soha többé ne próbálják kihasználni őt és George kölcsönös hűségét. A fennmaradó kollégák a tóba dobják James holttestét, majd visszatérnek dolgozni. Kathryn tájékoztatja Stieglitz-et, hogy terve meghiúsult, és javasolja neki, hogy távolodjon el a pozíciójából. Ő és George megerősítik egymás iránti szeretetüket. Kathryn kérdésére George elmondja, hogy a svájci bankszámla, amelyen 7 millió font van, még mindig érintetlen.

## Szereplők
| Szerep               | Színész            | Magyar hang      |
| -------------------- | ------------------ | ---------------- |
| George Woodhouse     | Michael Fassbender | Fekete Ernő      |
| Kathryn St. Jean     | Cate Blanchett     | Bertalan Ágnes   |
| Clarissa Dubose      | Marisa Abela       | Mikecz Estilla   |
| Freddie Smalls       | Tom Burke          | Mészáros Béla    |
| Dr. Zoe Vaughan      | Naomie Harris      | Nádasi Veronika  |
| James Stokes ezredes | Regé-Jean Page     | Gacsal Ádám      |
| Arthur Stieglitz     | Pierce Brosnan     | Kautzky Armand   |
| Philip Meacham       | Gustaf Skarsgård   | Makranczi Zalán  |
| Anna Ko              | Kae Alexander      | Pájer Alma Virág |
| Angela Childs        | Ambika Mod         | Berényi Nóra     |

### Magyar változat
- Magyar szöveg: Gáspár Bence
- Felvevő hangmérnök: Középen Péter
- Vágó: Kajdácsi Brigitta
- Gyártásvezető: Hódos Edina
- Szinkronrendező: Dóczi Orsolya
- Produkciós vezető: Hagen Péter

A szinkront a Mafilm Audio Kft. készítette el.

## A film készítése
2024 januárjában jelentették be, hogy Steven Soderbergh rendezi a filmet, a főszerepeket pedig Cate Blanchett és Michael Fassbender játssza. Márciusban Regé-Jean Page, Marisa Abela, Naomie Harris, Pierce Brosnan és Tom Burke csatlakozott a szereplőgárdához.
A forgatás 2024. május 6-án kezdődött Londonban.

## Bemutató
2024 januárjában a Focus Features egy 60 millió dolláros negatív átvételi szerződés keretében megszerezte a film forgalmazási jogait. Júliusban a stúdió 2025. március 14-re tűzte ki a megjelenés dátumát. A film két hónappal Soderbergh Jelenlét (2024) című filmje után kerül a mozikba.

## Fogadtatás
A Rotten Tomatoes weboldalon 96%-os értékelést kapott 221 kritika alapján, az átlagos értékelése 8,1 pont a 10-ből. Az oldal szöveges összefoglalója szerint: „A Fekete táska elegáns kivitelezésű és száraz szellemiséggel átszőtt, példaértékű kémkedési kaland, amelyben az olyan filmsztárok, mint Cate Blanchett és Michael Fassbender, azt teszik, amihez a legjobban értenek − világítanak a vásznon.” A Metacritic oldalán 100-ból 85 pontot ért el (53 kritika alapján), ami „pozitív elismerést” jelent. A CinemaScore által megkérdezett közönség átlagosan „B” osztályzatot adott a filmnek egy A+-tól F-ig terjedő skálán, míg a PostTrak által megkérdezettek 75%-ban pozitívan nyilatkoztak, 51%-uk kijelentette, hogy „mindenképpen ajánlaná” a filmet.
Monica Castillo a RogerEbert.com oldalról 4-ből 4 csillaggal jutalmazta a filmet, és úgy jellemezte, hogy „egy okos, szexi kém kontra kém thriller, amely leginkább a párbeszédeken keresztül harcol”, és dicsérte Soderbergh rendezését a „könnyed szórakoztatásért", amely egyszerre érződik régi és időszerűnek. James Berardinelli a ReelViews-tól kiemelte a film intellektuális megközelítését, megjegyezve: „a motivációk feltárására és a narratív csomók kibogozására támaszkodik, hogy feszültséget generáljon”, és dicsérte a Blanchett és Fassbender közötti kémiát. Az Empire úgy jellemezte a Fekete táskát, hogy „ízletesen, szájbarágósan kielégítő”, és inkább John le Carréhoz, mint James Bondhoz hasonlította, dicsérve David Koepp „ütős és éles” forgatókönyvét, valamint Soderbergh magabiztos rendezését. Justin Chang az NPR-től így jellemezte a filmet: „egy szellemes, szexi, a hűség és az árulás témáit feldolgozó alkotás”, és kiemelte, hogy a karakterek dinamikáját helyezi előtérbe az akcióval szemben, emellett dicsérte az együttes szereplőgárda nagyszerű játékát.
A The Hollywood Reporter dicsérte a film „feszes intrikáját” és a személyes árulás és megtévesztés feltárását − „szépen kidolgozott thrillernek nevezte, amely gyönyörködik a feszültségben és a többértelműségben”. A Rolling Stone kritikájában David Fear úgy méltatta a Fekete táskát, mint „nagyszerű kémthrillert − és még ennél is jobb házassági drámát”. Kiemelte: a film a személyes kapcsolatokat vizsgálja a kémtörténeten belül, kihangsúlyozva Blanchett és Fassbender alakítását. A The New York Times úgy jellemezte a Fekete táskát, mint „egy stílusos puzzle-box filmet, rétegzett alakításokkal és kígyózó cselekményvezetéssel”, míg az IndieWire dicsérte a „jéghideg hűvösségét és erkölcsi sokértelműségét”, és úgy vélte, olyan, mint egy klasszikus Soderbergh-életmű, nyíltan okos és érzelmileg távoli.
Néhány kritikus azonban visszafogottabb véleményt közölt. Peter Bradshaw, a The Guardian munkatársa szerint a film „lehangoló” és „szemtelen”, de az öniróniával határos, és megkérdőjelezte a karakterizáció alaposságát. A The Guardian egy másik kritikája a film „szövevényes cselekményét és zavarba ejtő karaktermotivációit” bírálta, azt sugallva, hogy a stílusos kivitelezés ellenére hiányzik belőle a keményebb kémdrámák hitelessége. Mark Hanson a Slant Magazine-tól kedvezőtlenül hasonlította a filmet Soderbergh korábbi munkáihoz, mondván, hogy a Fekete táska „a harmadik felvonásban a származékos felfedezések és a kiállítási dömpingek közé ékelődik, és végül tartalmatlannak tűnik a narratív összetettsége ellenére”.